# Фігатнер Юрій Петрович
Юрій Петрович (Яків Ісаакович) Фігатнер (1889, місто Одеса — розстріляний 20 вересня 1937, місто Москва, Російська Федерація) — радянський профспілковий діяч, народний комісар внутрішніх справ Терської Народної Радянської Республіки, член ЦВК СРСР 1—5-го скликань. Член Центральної контрольної комісії ВКП(б) у 1925—1934 роках.

## Біографія
Народився в родині ремісника. У навчальних закладах не навчався, початкову освіту здобув самостійно.
Член РСДРП(б) з 1903 року.
У 1903—1905 роках брав участь у революційному русі в Одесі, у 1905—1906 роках — у Варшаві. З 1906 по 1908 рік проживав на еміграції в місті Льєжі (Бельгії) та з 1908 по 1909 рік — у Парижі (Франції).
У 1909 році повернувся до Росії, працював у Московському комітеті РСДРП(б). У 1909 році заарештований, сидів у в'язниці. У 1911 році засуджений до семи років каторжних робіт, які відбував у Бутирській  в'язниці Москви. У березні 1917 року амністований та звільнения.
З травня 1917 року — голова Кисловодської ради, член Кисловодського комітету РСДРП(б).
У листопаді 1917 — травні 1920 року — член Кавказького крайового комітету РСДРП(б).
З березня по 29 липня 1918 року і з 1918 по 11 січня 1919 року — народний комісар внутрішніх справ Терської Народної Радянської Республіки.
З серпня 1920 року — голова Кубано-Чорноморської обласної ради профспілок.
У серпні 1920 — квітні 1921 року — член Революційної військової ради Кавказької трудової армії.
У грудні 1920 — січні 1922 року — голова Кавказького бюро ВЦРПС та член Кавказького бюро ЦК РКП(б). З квітня 1921 року — секретар Кавказького бюро ЦК РКП(б).
У січні 1922 — грудні 1924 року — голова Сибірського бюро ВЦРПС та член Сибірського бюро ЦК РКП(б) і Сибірського революційного комітету.
У грудні 1924 — 1929 року — голова ЦК Профспілки радянських торгових службовців, член Президії ВЦРПС.
19 грудня 1927 — 26 червня 1930 року — член президії Центральної комісії комісії ВКП(б).
У лютому 1930 — 1932 року — начальник Головної інспекції Вищої ради народного господарства (ВРНГ) СРСР та член Президії ВРНГ СРСР.
З 1932 року — член колегії Народного комісаріату важкої промисловості СРСР.
У серпні 1936 — травні 1937 року — начальник Головного управління лісозаготівель, лісового господарства і сплаву північних районів Народного комісаріату лісової промисловості СРСР та член колегії Народного комісаріату лісової промисловості СРСР.
29 травня 1937 року заарештований органами НКВС. Засуджений Воєнною колегією Верховного суду СРСР 20 вересня 1937 року до страти, розстріляний того ж дня. Похований на Донському цвинтарі Москви.
28 грудня 1955 року посмертно реабілітований.